# کوه پاچا
کوه پاچا (به اسپانیایی: Paccha) یک کوه در پرو است که در Peru, Cusco Region واقع شده‌است. کوه پاچا ۵٬۲۱۰ متر بالاتر از سطح دریا واقع شده‌است.